# The Spirit of St. Louis (película)
The Spirit of St. Louis (El héroe solitario o El águila solitaria) es una película estadounidense dirigida por Billy Wilder, con James Stewart como actor principal y estrenada en 1957.

## Argumento
El 19 de mayo de 1927, tras más de una semana de lluvia, el piloto Charles A. Lindbergh (James Stewart) intenta descansar en un hotel de Long Island mientras espera que lleguen las condiciones propicias para intentar su vuelo transatlántico desde Nueva York a París.
Incapaz de conciliar el sueño, rememora sus días como piloto de correo aéreo. Durante un vuelo a Chicago en pleno invierno, Lindbergh hace aterrizar su viejo biplano de Havilland en un pequeño aeródromo para repostar. A pesar del mal tiempo, despega de nuevo sin saber que el aeropuerto de Chicago ha sido cerrado a causa de la nieve. Tras quedarse sin carburante, Lindbergh salta en paracaídas, recupera el correo de los restos del DH-4 estrellado contra el suelo y sigue su viaje en tren, donde se encuentra con un viajante de comercio que le comenta que dos aviadores han muerto mientras competían por el premio destinado a aquel que completase el primer viaje sin escalas entre Nueva York y París.
Lindbergh llama desde un restaurante a la Columbia Aircraft Corporation en Nueva York, fingiendo representar a un grupo de hombres de negocios interesados en el viaje. Necesitado de los 15.000 dólares que le cuesta un nuevo avión, Lindbergh presiona a varios financieros de San Louis con un plan para un vuelo de 40 horas en un Bellanca de un solo motor. Convencidos por la oratoria de Lindbergh, bautizan al aparato como Spirit of St. Louis. Sin embargo, el trato queda en nada cuando la compañía exige que sea su propio piloto el que haga la travesía. 
A continuación, Lindbergh contacta con la Ryan Aeronautical Company de San Diego, California. Mahoney, el presidente de la compañía, le propone construir un avión nuevo en solo 90 días, y junto con el ingeniero jefe Donald Hall comienzan el diseño. Con el fin de reducir peso al máximo, Lindbergh decide no instalar aparato de radio, paracaídas o cualquier tipo de equipo pesado, y planea llevar a cabo una navegación manual. Los trabajadores de la fábrica acuerdan turnos de 24 horas a fin de completar la construcción a tiempo.
Lindbergh hace volar su nuevo aparato hasta San Louis, y a continuación hasta Nueva York. Prepara el avión en el aeródromo de Roosevelt Field, asegurándose de que se completa la carga de 450 galones de combustible. En la angosta cabina de vuelo no hay sitio para la brújula, que va colocada sobre la cabeza del piloto hasta que una joven le entrega una polvera que Lindbergh pega al salpicadero con un chicle para acoplar la brújula y tenerla a la vista constantemente, ya que va a ser su único instrumento de navegación. Subrepticiamente, Mahoney desliza una medalla de San Cristóbal entre el equipaje del piloto.
Con el tiempo despejándose, el Spirit of St. Louis traquetea por la enfangada pista de despegue y se eleva rozando las copas de los árboles al borde del aeródromo. En el aire, Lindbergh alterna los tanques de combustible para mantener equilibrado el peso del aparato. Mientras sobrevuela Cape Cod, se da cuenta de que lleva 28 horas sin dormir; recuerda haber dormido en vías de tren, en literas y bajo un molino de viento. Cuando comienza a adormecerse, le despierta una mosca. Sobre Nueva Escocia ve un motociclista bajo el avión, y recuerda su propia Harley Davidson entregada como parte del pago de su primer avión, un excedente de guerra.
Sobrevolando el inabarcable Atlántico, Lindbergh recuerda los espectáculos de acrobacias aéreas en el Medio Oeste. Tras 18 horas de vuelo, las alas se cubren de hielo y el Spirit of St. Louis comienza a caer, pero el aire más cálido de las capas inferiores derrite el hielo, y el avión recupera altura. Más tarde, la brújula deja de funcionar, lo que le obliga a navegar orientándose por las estrellas. Al alba, Lindbergh es presa del sueño y el aeroplano comienza a caer en círculos, pero el destello del sol en el espejo le despierta a tiempo de recuperar el control del aparato.
Al ver una gaviota, Lindbergh se da cuenta de que está muy cerca de la costa. Trata de llamar la atención de un pescador, que no le oye. Ha llegado a Dingle Bay, en Irlanda. Cuando saca un sándwich para comer, Lindbergh descubre la medalla de San Cristóbal y la cuelga del salpicadero. Cruza el Canal de la Mancha y sigue la línea del Sena desde su desembocadura hasta París. Cuando finalmente ve las luces de la ciudad ante él, se dirige al aeropuerto de Le Bourget, donde le espera una multitud. Exhausto y presa del pánico, hace aterrizar el avión mientras musita una oración, y en ese momento la muchedumbre le saca del aparato y le lleva en triunfo hasta el hangar. Confuso, Lindbergh apenas se da cuenta por fin de que le están vitoreando como un héroe al haber completado la travesía. De vuelta en Nueva York se organiza un gran desfile en su honor.

## Reparto
- James Stewart como Charles Lindbergh
- Murray Hamilton como Harlan A. "Bud" Gurney
- Patricia Smith como Mirror Girl
- Bartlett Robinson como Benjamin Frank Mahoney
- Arthur Space como Donald A. Hall
- Marc Connelly como Padre Hussman
- Charles Watts como O.W. Schultz
- Aaron Spelling como Mr. Fearless (sin acreditar)
- Richard Deacon como Charles A. Levine (sin acreditar)[2]

## Producción
Cuando comenzó la producción en agosto de 1955, Jack Warner ofreció el papel de Lindbergh a John Kerr, quien lo rechazó.  Numerosas fuentes indican que Stewart estaba presionando a los ejecutivos de Warner Bros. para el papel ya en 1954. Stewart no aceptó un salario por el papel a cambio de una parte de los ingresos brutos. A los 47 años, cuando se rodó la película, Stewart se sometió a una dieta y un régimen extenuantes para parecerse más al Lindbergh de 25 años de 1927. Stewart (con el pelo teñido de rubio) finalmente fue elegido para interpretar a Lindbergh, pero su edad era claramente un problema en las revisiones de posproducción.
Stewart tuvo una pasión de toda la vida por la aviación y la historia de Lindbergh. Más adelante en su vida, recordó el famoso vuelo de Lindbergh como uno de los acontecimientos más significativos de su juventud, uno que lo llevó a buscar una carrera como aviador. Al igual que Lindbergh, Stewart había sido piloto de la USAAF y ambos finalmente se retiraron de la Reserva de la Fuerza Aérea de los EE. UU. con el grado de general de brigada.
Para representar fielmente el vuelo transatlántico, se hicieron tres réplicas del Spirit of St. Louis , con un coste de 1,3 millones de dólares (equivalentes a 14,2 millones de dólares actuales), para las distintas unidades de rodaje en Estados Unidos, Europa y el estudio. Stewart compró un Ryan Brougham similar que fue modificado bajo la supervisión de Lindbergh. En 1959, Stewart donó el avión al Museo Henry Ford en Dearborn, Michigan. La segunda réplica fue donada al Museo Aeroespacial de San Diego, pero fue destruida en 1978 cuando un incendio destruyó el Edificio Eléctrico en el Parque Balboa que albergaba el museo. La tercera réplica se exhibe en el Museo de Historia de Missouri en San Luis.
El rodaje tuvo lugar en el Aeropuerto Público de Santa María en Santa María, California , en lo que actualmente es el sitio del Allan Hancock College . También se construyó una réplica no voladora para tomas terrestres, que actualmente se encuentra en el Aeropuerto Internacional Minneapolis-Saint Paul. Las secuencias aéreas fueron dirigidas por Paul Mantz y fueron tomadas desde un bombardero norteamericano B-25 convertido como plataforma de cámara para fotografía.
Durante la preproducción en agosto de 1955, se envió un pequeño equipo de filmación a Nueva York para filmar imágenes en Roosevelt Field en Long Island y luego para filmar secuencias aéreas sobre las Montañas Apalaches en Nueva Escocia y en St. John's, Terranova, recreando la escena inicial. Etapas del vuelo transatlántico. La fotografía principal comenzó el 2 de septiembre de 1955 y el rodaje tuvo lugar en L'aérodrome de Guyancourt, cerca de Versalles., que sustituiría a Le Bourget. Las dificultades con el calendario de Stewart llevaron al abandono de las secuencias aéreas que se habían planeado y Stewart voló una de las réplicas sobre lugares europeos. Al final, tenía que bastar con escenas escenificadas utilizando una maqueta en un escenario de sonido. El calendario de la película se vio interrumpido durante el otoño y sólo se reanudó en noviembre, cuando Stewart había completado otras dos películas. El programa original de 64 días se convirtió en un maratón de 115 días, ya que el clima y la falta de disponibilidad de Stewart obstaculizaron la producción, con las secuencias finales filmadas en marzo de 1956.  película finalmente costó 7.000.000 de dólares. 
Aaron Spelling aparece como Mr. Fearless en un papel no acreditado que marca una primera incursión en la actuación.